# Square Félix-Desruelles
Pour les articles homonymes, voir Desruelles.
Le square Félix-Desruelles est un espace vert du 6e arrondissement de Paris, dans le quartier Saint-Germain-des-Prés.

## Situation et accès
Le jardin est accessible à partir du boulevard Saint-Germain.
Il est desservi par la ligne 10 à la station  Mabillon, par la ligne 4 à la station Saint-Germain-des-Prés.

## Origine du nom
Il rend hommage à Félix Desruelles (1865-1943), sculpteur qui réalisa la fontaine Pastorale érigée le 15 mars 1925 en pierre de Chauvigny.

## Historique

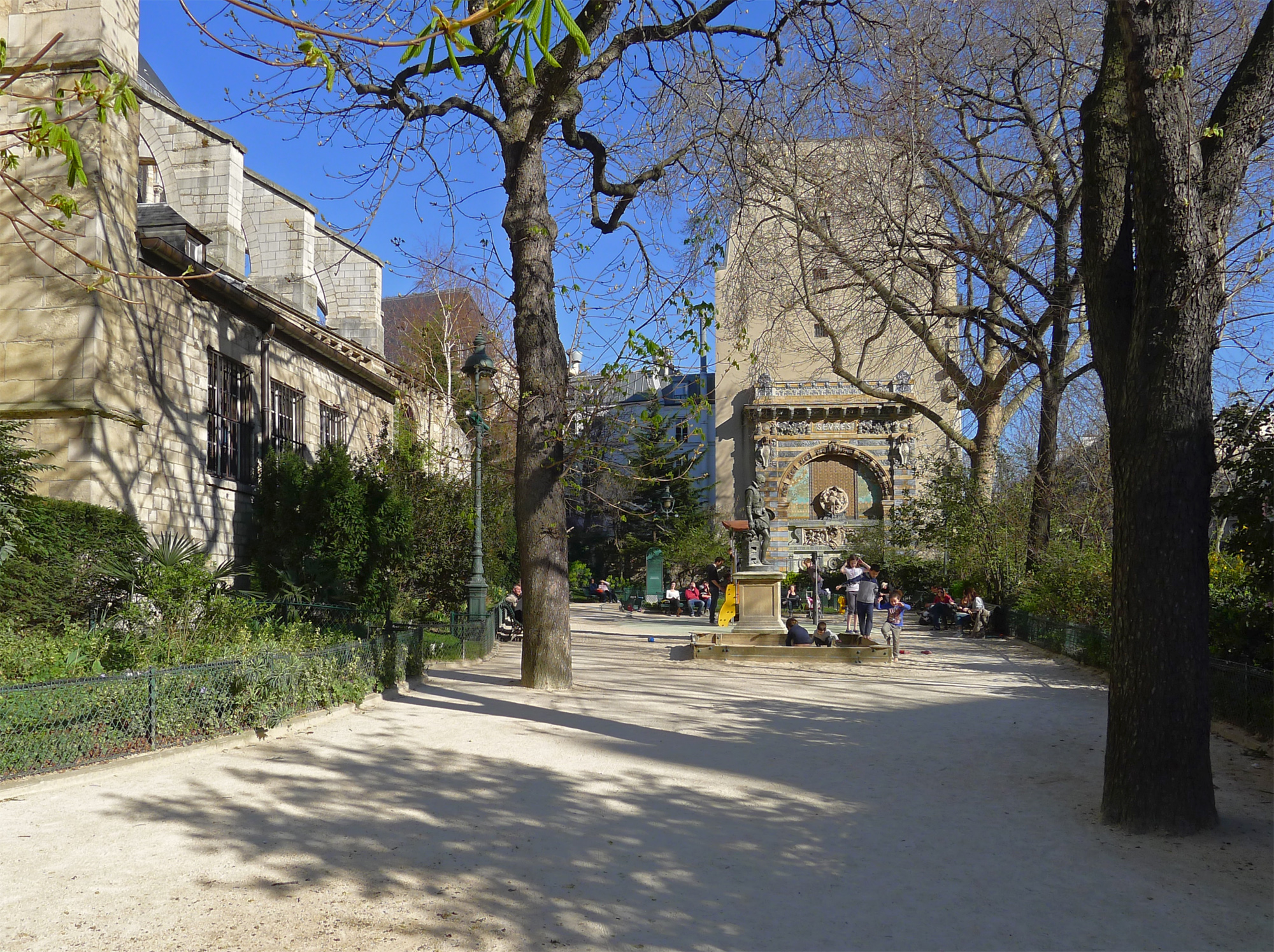
Vue générale.

Lors du percement du boulevard Saint-Germain, les rues Childebert et d'Erfurth, ouvertes dans les années 1710, sont supprimées. À la suite de la démolition des maisons qui enserraient l'église Saint-Germain-des-Prés, un square d'une superficie de 1 511 m2 est créé en 1872. Il est situé au niveau du 168 bis, boulevard Saint-Germain, au pied de l'église Saint-Germain-des-Prés, le long du boulevard Saint-Germain. Ne pas confondre avec le square Laurent-Prache situé à l'angle opposé de l'église (rue de l'Abbaye).
- Le Portique monumental Jules-Coutan (1900) de style Art nouveau en grès émaillé conçu par l'architecte Charles-Auguste Risler (1864-1937) et le sculpteur Jules Coutan, pour illustrer l'utilisation des produits de la Manufacture nationale de Sèvres lors de l'Exposition universelle de 1900.
- Monument à Bernard Palissy, bronze de Louis-Ernest Barrias (hypothétiquement créé également pour l'Exposition universelle de 1900) fondu par Thiébaut en 1880 et dont deux autres exemplaires se trouvent devant la Manufacture nationale de Sèvres et à Boulogne-Billancourt.
- La fontaine Pastorale (1925), sculpture de Félix-Alexandre Desruelles.
- Au fond du square, une stèle en verre rappelle la mémoire des enfants juifs en bas âge du 6e arrondissement, assassinés pendant la Seconde Guerre mondiale[1].

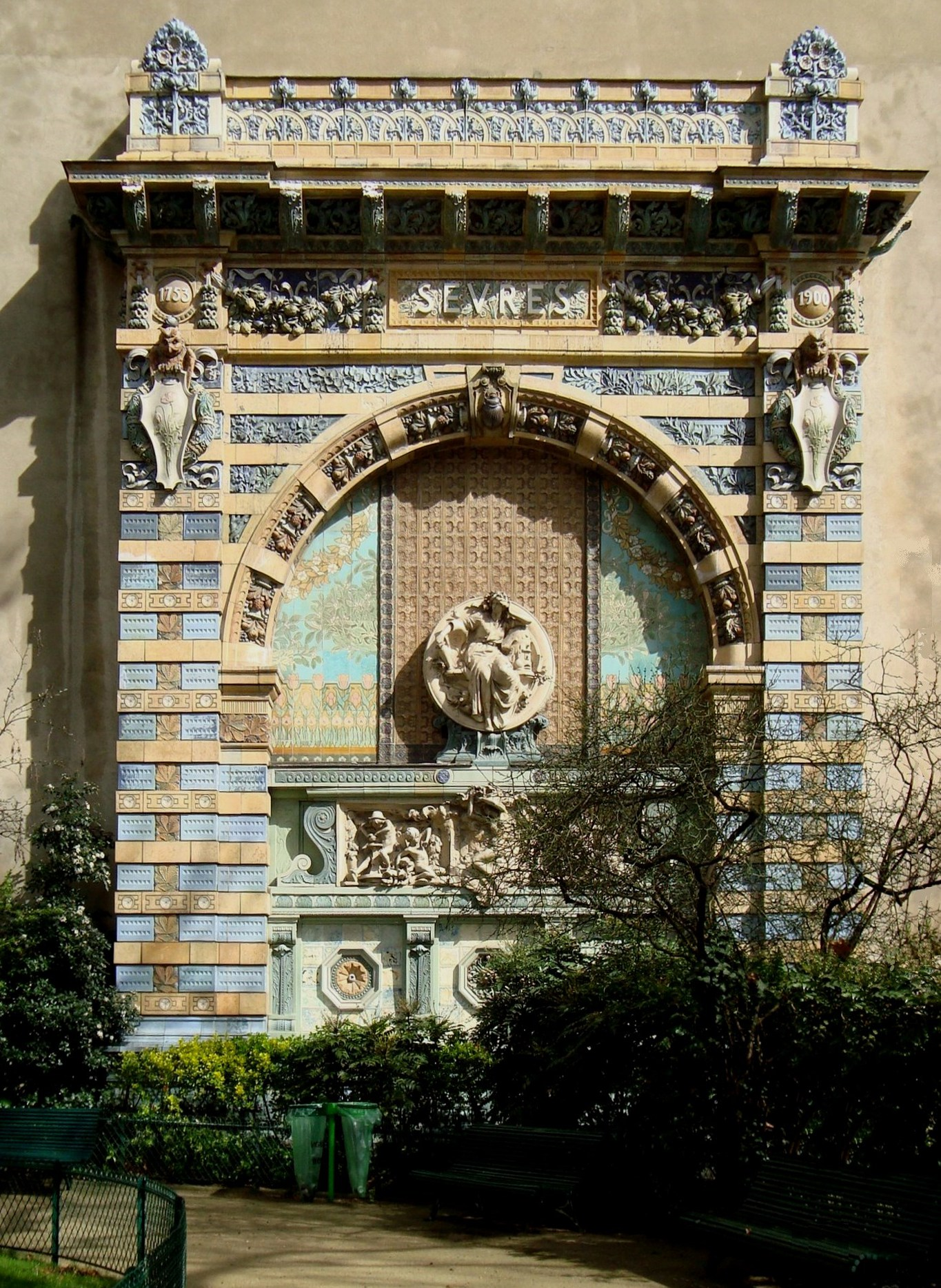
Portique émaillé.
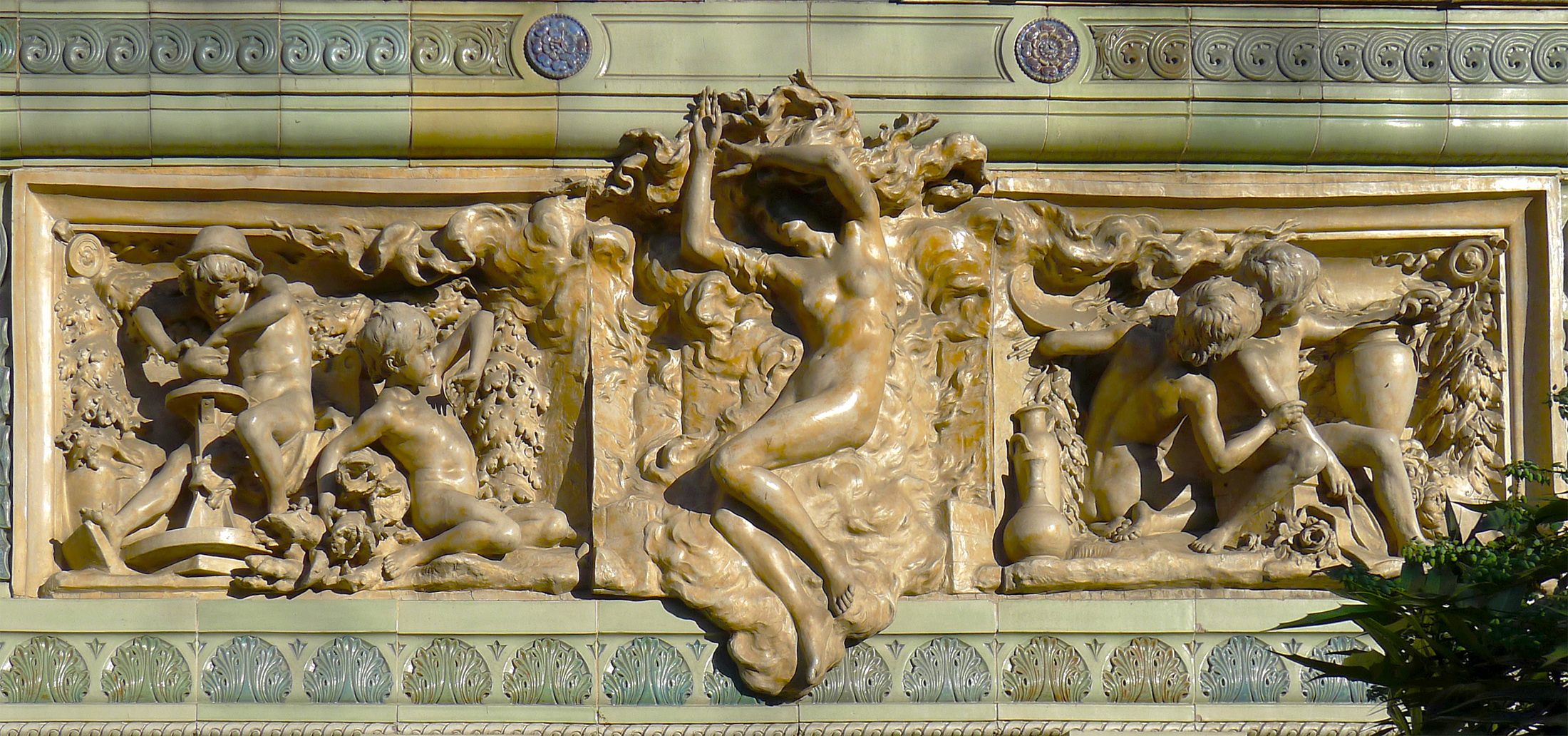
Portique émaillé (détail).
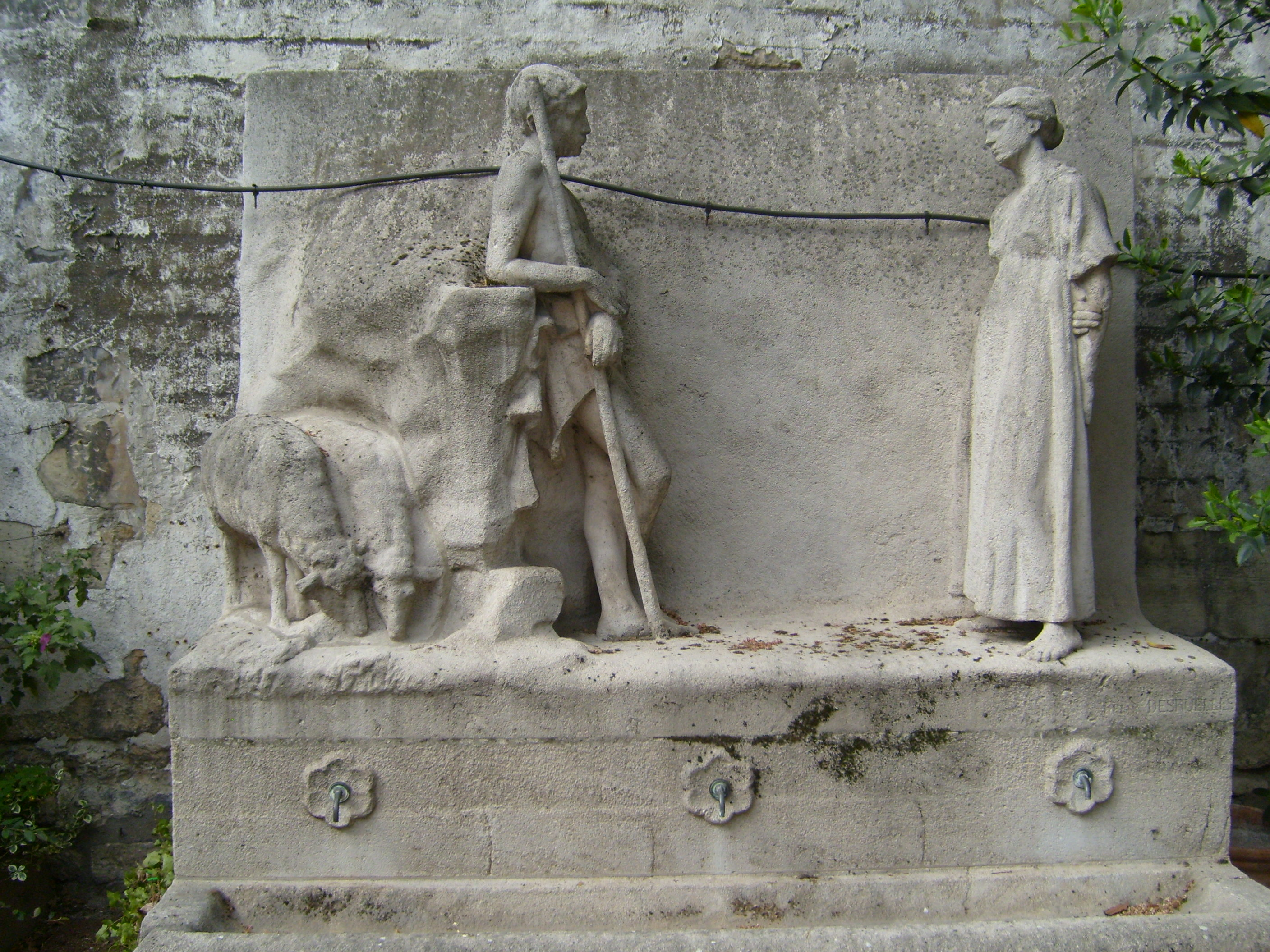
La fontaine Pastorale située au square Félix-Desruelles.
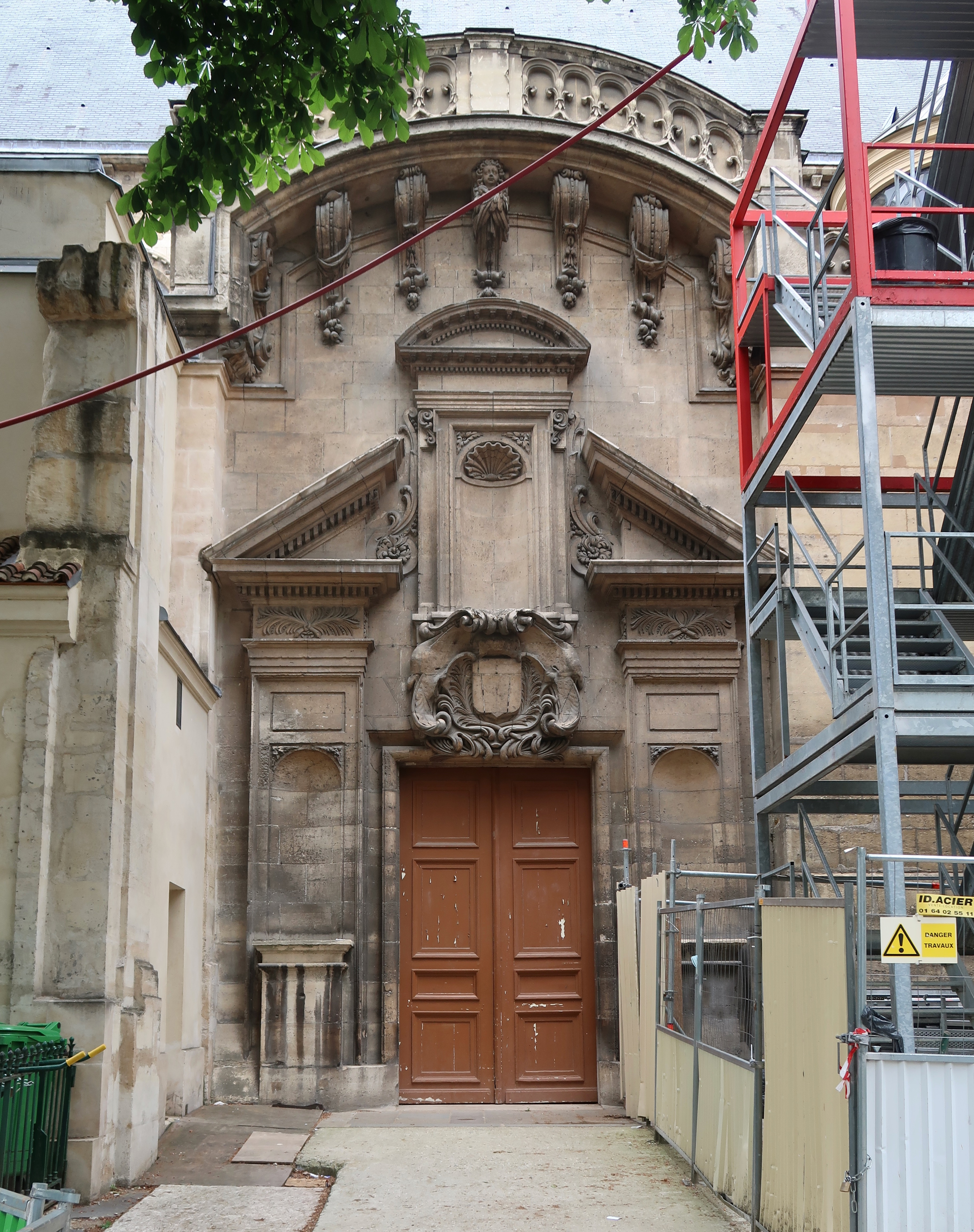
Le portail sud de Saint-Germain-des-Prés qui s'ouvrait autrefois sur la rue d'Erfurth.
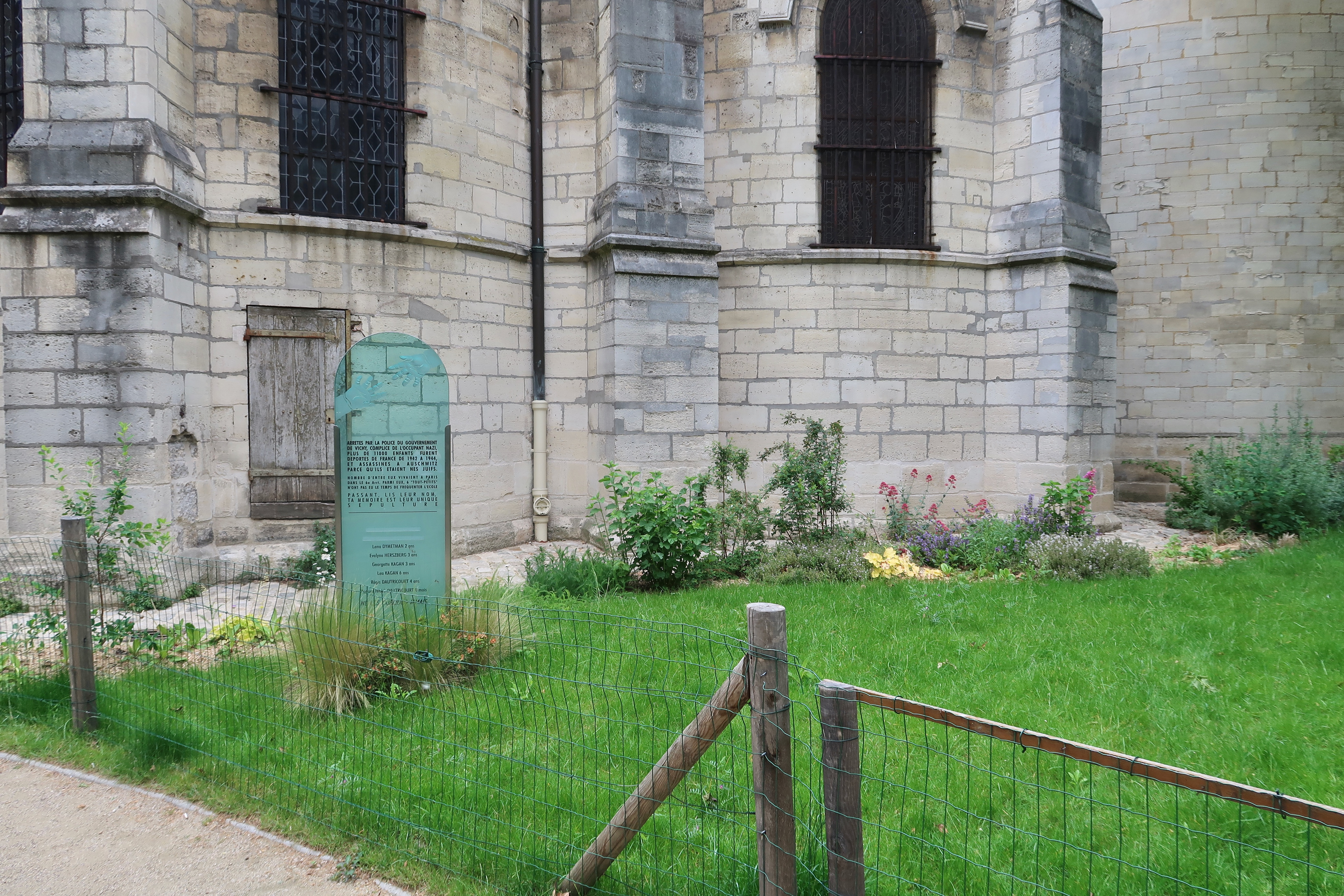
La stèle en mémoire des enfants juifs.